# Trem ligeiro de Astana
O Metrô de Astana é um sistema de trânsito rápido de trilho leve incompleto localizado em Astana, Cazaquistão, que é a capital do país com  uma população de cerca de 750.000.  A construção deveria ter terminado aproximadamente ao mesmo tempo que o Metrô de Almati, que foi estimado para 2010. No entanto, a conclusão foi adiada várias vezes, em 2011 a conclusão estava programada para coincidir com a Expo em 2017. e a partir de outubro de 2017 a primeira etapa está prevista para ser comissionada em dezembro de 2019. A autoridade do projeto Astana LRT LLP assinou um acordo com um consórcio da China Railway International Group e Beijing State-Owned Assets Management Co para a construção da primeira fase do projeto de metrô leve da capital em 7 de maio de 2015. A construção começou em maio de 2017.
O metrô leve faz parte do plano econômico do Cazaquistão 2030 de Nazarbayev para transformar o Cazaquistão em uma potência econômica. Muita construção ocorreu em Astana desde que se tornou a capital em 1997.
Renderizações de vídeo do sistema proposto mostram as linhas construídas em viadutos adjacentes às estradas, com estações fechadas oferecendo sistemas de aquecimento e ventilação para proteger os passageiros das variações do clima extremo na cidade.
A empresa chinesa que construiu o projeto faliu no início de 2019. A prefeitura ordenou a suspensão indefinida do projeto.

## Linha 1
A rota Norte-Sul de 21,5 km ligaria o Aeroporto Internacional Nursultan Nazarbayev à estação ferroviária Astana Nurly Zhol através da moderna área "Margem Esquerda" do centro da cidade. A linha terá 18 paradas e um depósito. A capacidade é estimada em 146.000 pessoas por dia.

## Outras fases
Planos originais mostram outras fases para conectar outras áreas da cidade.